# Triángulo San Miguel-Sucumbíos
El triángulo San Miguel-Sucumbíos o triángulo de Sucumbíos es una zona territorial en Ecuador, ubicado entre los ríos Putumayo al norte y San Miguel al sur. Perteneció a la República Peruana como enclave internacional entre 1922 a 1942, hasta que pasó a control ecuatoriano tras el Protocolo de Río de Janeiro de 1942.

## Historia

### Creación
Tras la firma del Tratado Salomón-Lozano en 1922 Colombia y Perú establecían oficialmente sus fronteras, Colombia obtenía un pase al río Amazonas mediante el Trapecio Amazónico, mientras que el Perú obtenía un enclave entre los ríos Putumayo y San Miguel. Este acto no fue reconocido por el gobierno ecuatoriano ya que ambos países firmantes también tenían disputas territoriales con la República del Ecuador.
Luego del incidente de Leticia de 1932 y la guerra colombo-peruana, se desarrolla el Protocolo de Río de Janeiro de 1934 donde Colombia y Perú liman las asperezas y ambos acuerdan que las fronteras se mantendrán como lo acordado en 1922, Colombia le deja en claro al Perú que reconoce la soberanía peruana sobre el triángulo San Miguel-Sucumbíos, aunque el Perú hasta ese momento no había realizado operaciones de colonización sobre su enclave.
En 1933, tras el fracaso del único intento serio de colonización del triángulo, aprovechando el final de la guerra colombo-peruana y en el lapsus de la firma del protocolo de 1934, los diplomáticos peruanos Víctor Manuel Maúrtua, Víctor Andrés Belaúnde, Alberto Ulloa Sotomayor y Raúl Porras Barrenechea intentaron llegar a un acuerdo con su pares colombianos, para que el triángulo San Miguel-Sucumbíos volviera a soberanía colombiana y el trapecio Amazónico a soberanía peruana, dicha propuesta no prosperó.

### Protocolo Río de Janeiro
Perú y Ecuador aún mantenía un conflicto territorial que llegó a su nivel más grave con la guerra peruano-ecuatoriana de 1941-1942, en dicho conflicto Ecuador mantenía el control del triángulo de Sucumbíos, además viola la frontera de facto en el noroeste del departamento de Loreto y el norte del departamento de Tumbes, aunque en el desarrollo de la guerra se da una contraofensiva peruana que hace retroceder a la intervención ecuatoriana y las fuerzas armadas del Perú terminan ocupando el oriente y sur ecuatoriano (provincia del Oro) tras la batalla de Zarumilla y el combate de Rocafuerte. Ante el conflicto, ambos gobiernos deciden ponerse a negociar y en dichas negociones Perú le concede el triángulo a Ecuador, además de otras reclamaciones territoriales en el alto río Napo, a cambio de que Ecuador cediera al Perú territorios más extensos (Huachi - Andoas) y reconociera la soberanía peruana en Tumbes, Jaén y Maynas.

## Historiografía colombiana

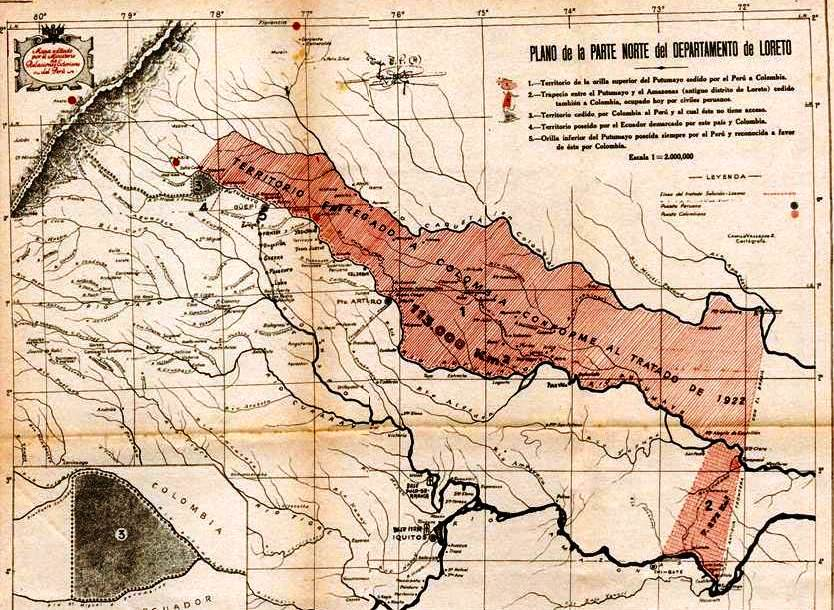
Proyecto de colonización peruana entre el Caquetá y el Putumayo, con el triángulo en la parte este del mapa.

Para la historiografía colombiana, el triángulo de San Miguel-Sucumbíos es un suceso histórico pintoresco ya que ese territorio era un área bajo control colombiano, reclamada por Ecuador junto a otros territorios, y que no se encontraba entre las disputas territoriales con Perú. Pero que tras una negociación entre los pares colombianos y peruanos, la parte colombiana ve mucho más relevante obtener el trapecio Amazónico que mantener el triángulo, por lo que San Miguel-Sucumbíos le es cedido a Perú, para la historiografía colombiana, esto fue una movida de la diplomacia peruana para tener una moneda de cambio con Ecuador, que si veía relevante la parte alta de la cuenca del río Putumayo.